# Flamine palatuale

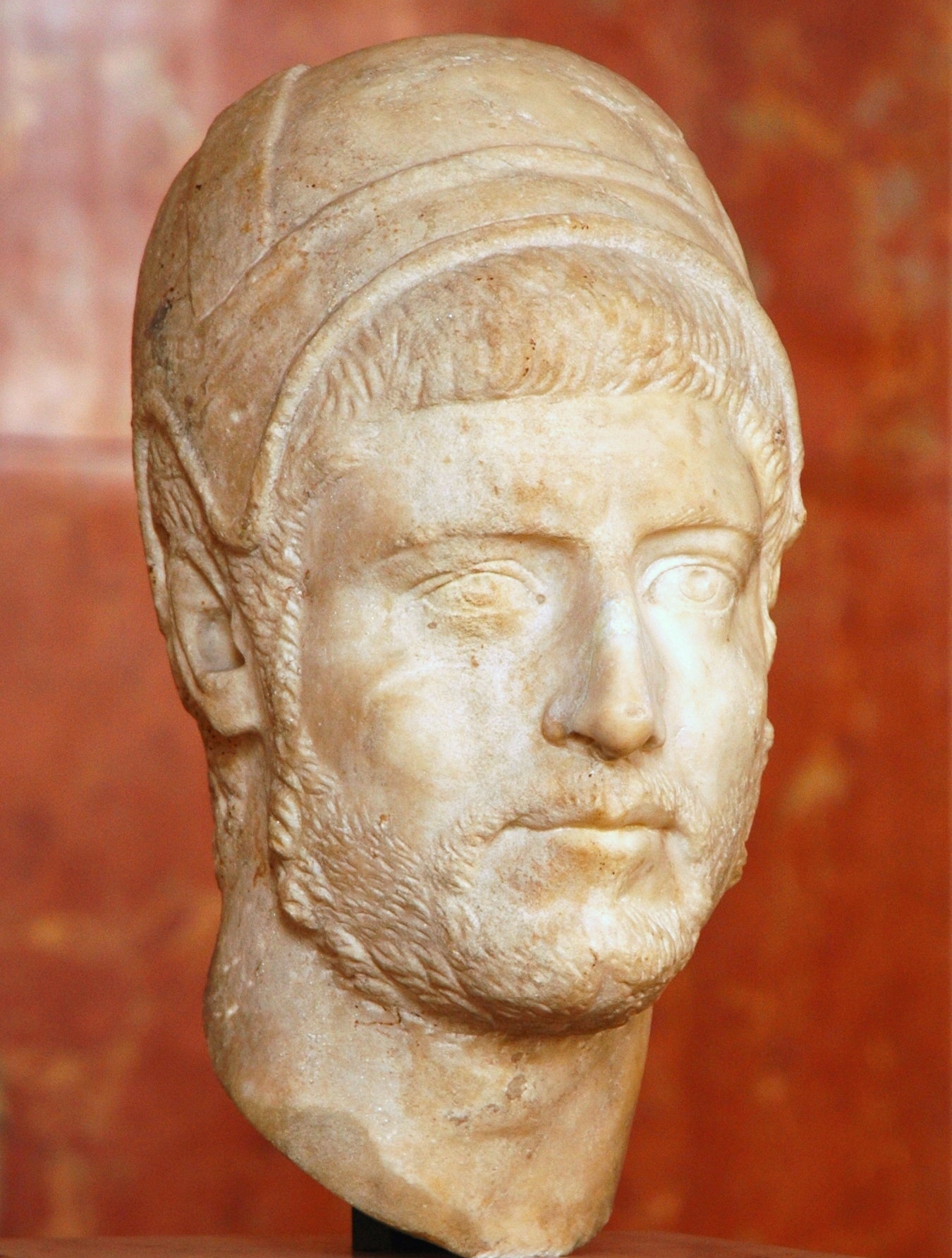
Busto di un flamine

Il flamine palatuale (latino Flamen Palatualis) era il sacerdote dell'antica Roma preposto al culto della dea Palatua custode del Palatino.
Il culto di Palatua andò diminuendo fino a scomparire con l'avvento dell'Impero romano.
La sua festa, Palatualia, veniva celebrata il 21 aprile.